# Caecocypris basimi
Caecocypris basimi är en fiskart som beskrevs av John Banister och Bunni, 1980. Caecocypris basimi ingår i släktet Caecocypris och familjen karpfiskar. IUCN kategoriserar arten globalt som sårbar. Inga underarter finns listade.